# Prix Eugenio-Espejo

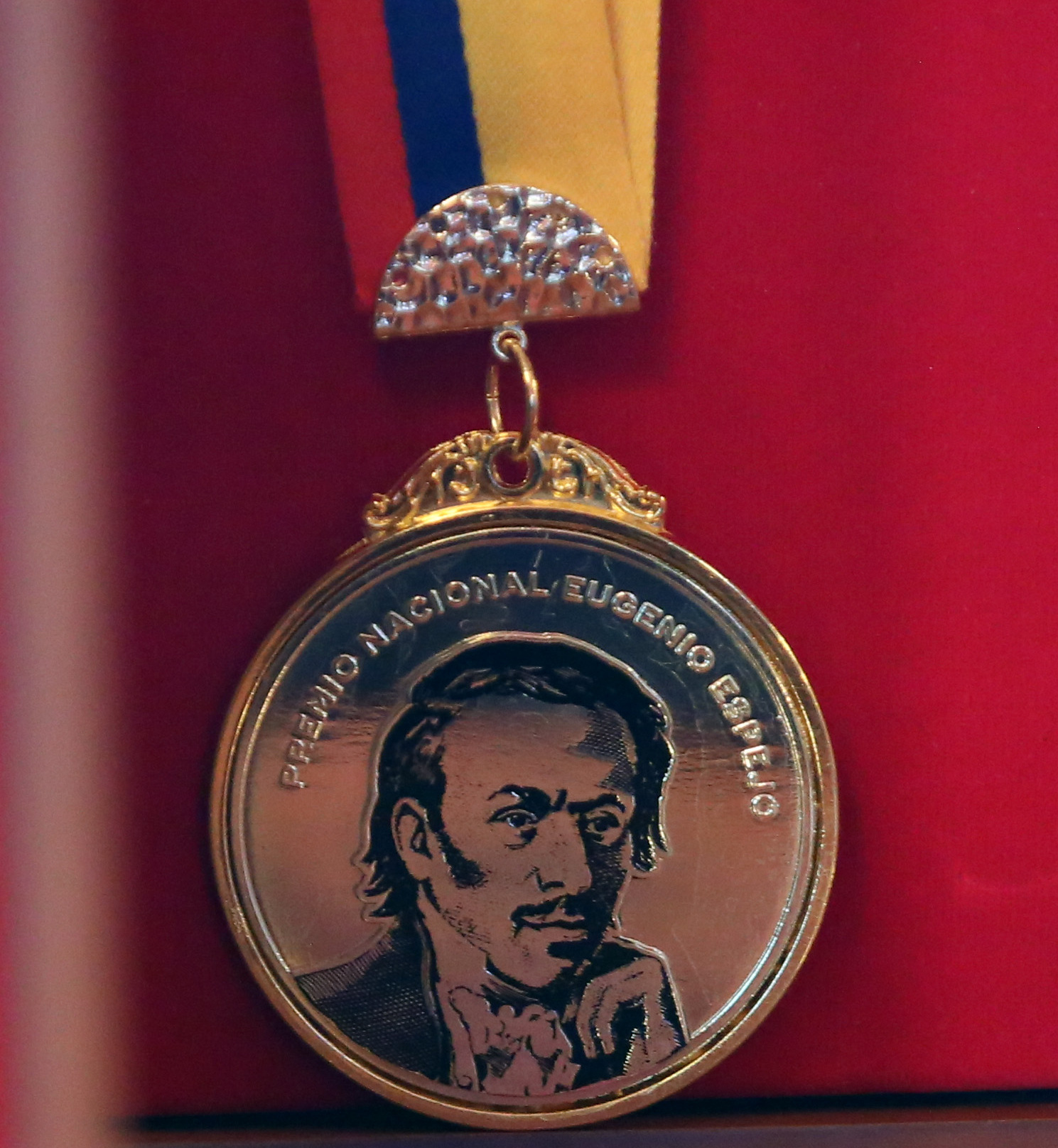
La médaille et le ruban du prix Eugenio-Espejo (2024)

Le prix Eugenio Espejo est un prix attribué par le président de la République d'Équateur. Ce prix, nommé en l'honneur d'Eugenio Espejo, considéré comme le plus prestigieux d'Équateur,, a été fondé le 6 août 1975 par décret du général Guillermo Rodriguez Lara, alors président de la junte militaire au pouvoir, et est remis le 9 août, jour déclaré « Journée de la culture nationale » par le même décret. D'abord attribué tous les deux ans (les années impaires), il devient annuel à partir de 2006 sur décision du président Alfredo Palacio. Ce prix est attribué à quatre personnes physiques (dans quatre catégories intitulées Promotion culturelle, Art, Littérature, Science) et à une institution publique ou privée. Les lauréats sont choisis par le Président de la République sur une liste présentée par le Conseil National de la Culture, qui reçoit et trie les candidatures envoyées par des citoyens ou des institutions.
Les lauréats bénéficient d'une bonification de 10 000 dollars ainsi que de l'attribution d'une pension à vie dont le montant mensuel est fixé à cinq fois celui du salaire minimum.
En 2014, la remise du prix est repoussée sine die car le Conseil National de la Culture, qui doit remettre au Président une première sélection de candidats susceptibles de recevoir le prix, a refusé d'effectuer cette sélection faute de critères clairs et objectifs pour ce faire. De fait, la remise des prix Eugenio Espejo n'a eu lieu ni en 2013 ni en 2014. Le prix est attribué de nouveau en  2015, puis en 2016 et les années paires qui ont suivi (2018, 2020, 2022).

## Liste des lauréats

### De 1975 à 1984
Entre 1975 et 1984, le prix est attribué généralement tous les deux ans, dans une seule catégorie, "activités culturelles. Les lauréats durant cette période sont les suivants :
- 1975 : Benjamín Carrión (en)
- 1977 : Jorge Carrera Andrade
- 1979 : Alfredo Pareja Diez-Canseco (es)
- 1981 : Demetrio Aguilera Malta (es)
- 1983 : Raúl Andrade Moscoso (es)
- 1984 : José María Vargas (en)

### À partir de 1986

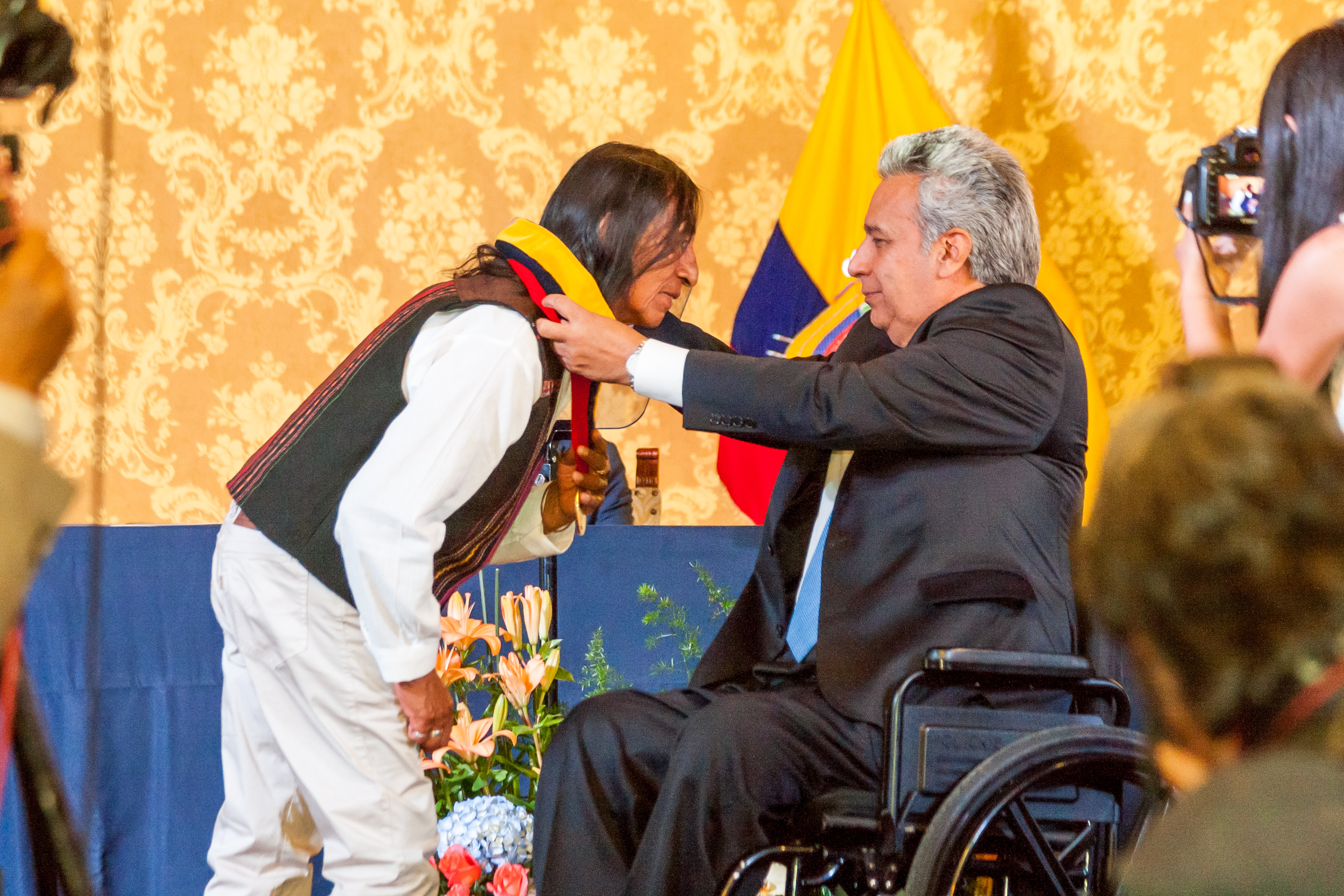
Le président de l'Équateur Lenin Moreno remet le prix Eugenio Espejo 2018 à Enrique Males au Palais Carondelet

|               | Promotion culturelle        | Art                         | Littérature               | Science                  | Institutions                                          |
| 1986          | Leslie Wright Durán Ballén  | Eduardo Kingman Riofrío     | Alejandro Carrión Aguirre | Plutarco Naranjo Vargas  | N/A                                                   |
| 1987          | Antonio Parra Velasco       | Galo Galecio                | José Rumazo González      | Miguel Salvador          | N/A                                                   |
| 1988          | Edmundo Ribadeneira Meneses | Enrique Tábara              | Gabriel Cevallos García   | Augusto Bonilla Barco    | N/A                                                   |
| 1989          | Jorge Pérez Concha          | Araceli Gilbert de Blomberg | Jorge Enrique Adoum       | Miguel Acosta Solís      | N/A                                                   |
| 1991          | Hernán Crespo Toral         | Oswaldo Guayasamín          | Pedro Jorge Vera          | Agustín Cueva            | N/A                                                   |
| 1993          | Gerardo Guevara Viteri      | Alfredo Palacio Moreno      | Nelson Estupiñán Bass     | José Varea Terán         | N/A                                                   |
| 1995          | Jorge Salvador Lara         | Enrique Gil Calderón        | Adalberto Ortiz           | Luis Armando Romo Saltos | N/A                                                   |
| 1997          | Nicolás Kingman Riofrío     | Oswaldo Viteri Paredes      | Ángel Felicísimo Rojas    | Alfonso Rumazo González  | N/A                                                   |
| 1999          | Yela Loffredo de Klein      | Efraín Jara Idrovo          | Oswaldo Muñoz Mariño      | Juan Larrea Holguin      | N/A                                                   |
| 2001          | Filoteo Samaniego Salazar   | José Martínez Queirolo      | Jorge Swett               | Rodrigo Fierro Benítez   | Parc historique de Guayaquil                          |
| 2003          | Tránsito Amaguaña           | Leonardo Tejada             | Galo René Pérez           | Jorge Marcos Pino        | Casa de la cultura ecuatoriana                        |
| 2005,         | Luis Enrique Fierro         | Theo Constante (en)         | Rodolfo Pérez Pimentel    | Rodrigo Cabezas Naranjo  | Académie équatorienne de la langue                    |
| janvier 2007, | Édgar Palacios              | Diego Luzuriaga (de)        | Miguel Donoso Pareja      | Ramón Lazo               | Orchestre symphonique national                        |
| août 2007,    | Carlos Eduardo Jaramillo    | Aníbal Villacís (en)        | Jaime Galarza Zavala      | Frank Weilbauer          | Petita Palma et le Groupe folklorique Tierra Caliente |
| 2008          | Rodrigo Pallares            | Carlos Rubira Infante       | Alicia Yánez Cossío       | Eduardo Villacís         | Abya Yala                                             |
| 2009          | Horacio Hidrovo Peñaherrera | Estuardo Maldonado (en)     | Euler Granda Espinosa     | Magner Turner Carrión    | Académie nationale d'histoire                         |
| 2010          | Jorge Núñez Sánchez         | Esperanza Cruz Hidalgo (es) | Julio Pazos Barrera       | Claudio Cañizares Proaño | Ballet national folklorique Jacchigua                 |
| 2011          | Guillermo Ayoví Erazo       | Luigi Stornaiolo            | Rafael Díaz Icaza         | José Amen Palma          | Fondation Olympiades Spéciales                        |
| 2012          | N/A                         | Luis Silva Parra            | Abdón Ubidia              | Eugenia Del Pino         | N/A                                                   |
| 2013, 2014    | N/A                         | N/A                         | N/A                       | N/A                      | N/A                                                   |
| 2015          | N/A                         | Pilar Bustos                | Fernando Tinajero         | Luis Cumbal              | N/A                                                   |
| 2016          | N/A                         | Beatriz Parra               | Jorge Dávila              | Manuel Cruz Padilla      | N/A                                                   |
| 2018          | N/A                         | Enrique Males               | Fernando Cazón            | Marcelo Cruz             | N/A                                                   |
| 2020          | N/A                         | Álvaro Manzano Montero      | Juan Valdano Morejón      | Katya Romoleroux         | N/A                                                   |
| 2022          | N/A                         | Patricia González (es)      | Javier Vásconez           | Segundo Moreno Yáñez     | N/A                                                   |
| 2024          | N/A                         | Estelina Quinatoa           | Jorge Martillo Monserrate | Eduardo Kingman Garcés   | N/A                                                   |